# Князева, Валентина Павловна
Валентина Павловна Князева (15 мая 1926 года, Ленинград — 20 августа 2004 года, Санкт-Петербург) — советский и российский учёный, музейный работник, писатель, рериховед. Кандидат искусствоведения (1953). Заслуженный работник культуры Российской Федерации (1999). Награждена медалями «За оборону Ленинграда», «За доблестный труд в Великой Отечественной войне».

## Биография
Валентина Павловна Князева родилась в Ленинграде, училась в средней школе во время блокады города, в 1945 году поступила на исторический факультет Ленинградского государственного университета, в 1953 году окончила аспирантуру и защитила диссертацию на ученую степень кандидата искусствоведения. Много лет работала ведущим научным сотрудником сектора живописи конца XIX — начала XX вв. Государственного Русского музея. В. П. Князева была признанным специалистом по музейной работе.
Первые публикации В. П. Князевой появились в 1950-х годах. Ей принадлежат несколько монографических работ, среди них — исследование по истории Ассоциации художников революционной России («АХРР»).
Творчеством Н. К. Рериха В. П. Князева заинтересовалась в 1959 году, когда стала одним из организаторов в ГРМ большой выставки его произведений, привезенных из Индии в СССР Ю. Н. Рерихом. Искусствовед совершила научное открытие в сфере датировки картин художника. Её перу принадлежит первая научная монография о художнике — «Н. К. Рерих» (Л.-М., 1963), издан альбом «Н. Рерих» (М., 1968). В 1972 году в результате сотрудничества В. П. Князевой с биографом Н. К. Рериха П. Ф. Беликовым вышла в свет книга «Рерих» в серии «Жизнь замечательных людей» издательства «Молодая гвардия».
В 1979 году В. П. Князева выпустила книгу «Зинаида Евгеньевна Серебрякова», в 1980 году был опубликован альбом «Русский портрет конца XIX — начала XX века» (в соавторстве с И. Н. Пружан), в 1987 году выступила автором-составителем издания «Зинаида Серебрякова. Письма. Современники о художнице».
В 1990-е годы Валентина Павловна Князева работала над новым альбомом «Н. К. Рерих. Летопись жизни и творчества» (СПб., 1994), переизданием биографии Н. К. Рериха (Издательство «Агни», Самара, 1996), принимала активное участие в создании Ленинградского (Санкт-Петербургского) рериховского общества, была избрана его председателем.
Перу В. П. Князевой принадлежат научные исследования о жизни и творчестве И. Е. Репина, В. И. Сурикова, Б. М. Кустодиева, В. И. Шухаева, А. Е. Яковлева и других. 
Книги В. П. Князевой используются[уточнить] авторами энциклопедических статей, диссертаций, научных работ, образовательных программ.
В 2004 году, по воле Валентины Павловны Князевой, её архив и библиотека были переданы в государственный Музей-усадьбу Н. К. Рериха в Изваре.